# 鉄嶺駅
鉄嶺駅（てつれいえき）とは、中華人民共和国遼寧省鉄嶺市銀州区にある京哈線の駅。瀋陽鉄路局の管理下にあり、二等駅。

## 歴史
- 1900年　開業。

## 隣の駅
中華人民共和国鉄道部
京哈線
得勝台駅 - 鉄嶺駅 - 平頂堡駅
座標: 北緯42度17分29秒 東経123度49分52秒 / 北緯42.2913度 東経123.8311度